# Francisco Azorín

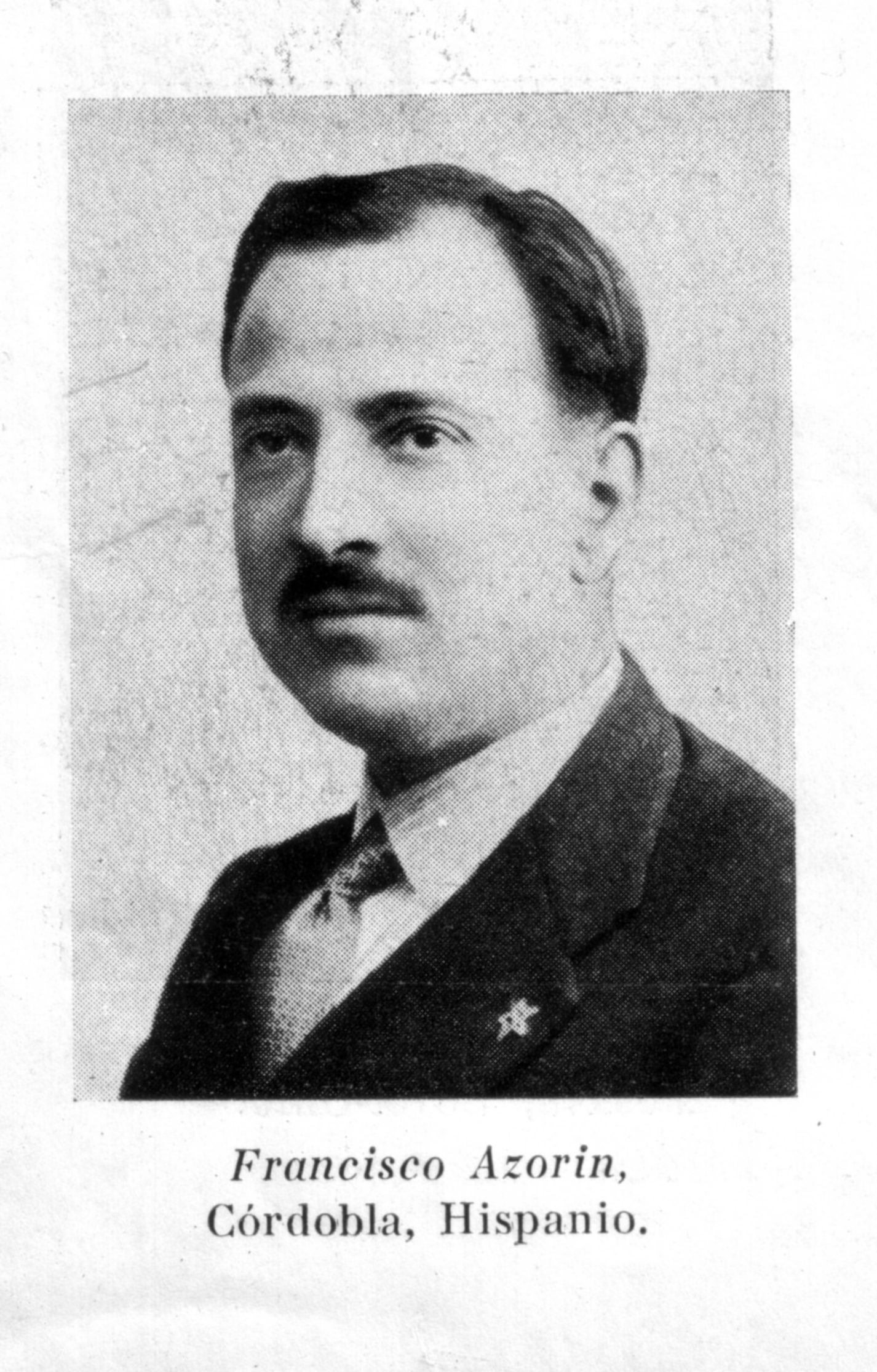
Francisco Azorín (1928)

Francisco Azorín Izquierdo (* 12. September 1885 in Monforte de Moyuela; † 26. Dezember 1975 in Mexiko-Stadt) war ein spanischer Architekt, Politiker und Esperantist.

## Leben
Azorín wurde 1885 in Monforte de Moyuela geboren. Er studierte Architektur in Madrid und hatte in seinen frühen Jahren verschiedene Jobs inne. Seit 1912 lebte er in Córdoba und entwickelte dort einen Großteil seiner beruflichen Laufbahn als Architekt, wobei er als Designer mehrerer einzigartiger Gebäude fungierte. Im politischen Bereich war er Mitglied der Sozialistischen Partei und spielte eine herausragende Rolle innerhalb der sozialistische Kreise von Córdoba. Er wurde Abgeordneter vom Stadtrat im Córdoba gewählt. Im 1931, nach der Ausrufung der Zweiten Republik, wurde er Abgeordneter in die Cortes gewählt.
Während des Bürgerkriegs blieb er in der republikanischen Zone und bekleidete verschiedene politische und administrative Positionen. Die Niederlage der Republikaner in diesem Konflikt zwang ihn und seine Familie, ins Exil nach Lateinamerika zu gehen. Er ließ sich in Mexiko nieder, dem Land, in dem er den Rest seines Lebens verbringen sollte. Dort entwickelte er seinen Beruf als Architekt weiter und pflegte gleichzeitig sein politisches Engagement und seine Beziehungen zur spanischen republikanischen Exilgemeinschaft. Darüber hinaus war er weiterhin in der Esperanto-Bewegung aktiv.

## Esperantist
Azorín war ein aktiver Förderer des Esperanto, sowohl in Spanien als auch später in Mexiko, und war stets mit der Arbeiterbewegung verbunden. Er schrieb das Universala Terminologio de la Arkitekturo (1932), ein Wörterbuch architektonischer Begriffe mit Esperanto als Basissprache und Übersetzungen der Begriffe in zahlreiche Sprachen. Auf internationaler Ebene nahm er als spanischer Vertreter an den Kongressen der Esperanto-Vereinigung Sennacieca Asocio Tutmonda in Göteborg (1928), Stuttgart (1931) und Valencia (1933) teil.